# Da muss Mann durch
Da muss Mann durch ist eine deutsche Filmkomödie aus dem Jahr 2015. Der Film basiert auf dem Roman Da muss man durch von Hans Rath und ist die Fortsetzung von Mann tut was Mann kann (2012). Der Kinostart war am 29. Januar in Deutschland bzw. am 30. Januar 2015 in Österreich.

## Handlung
Paul ist vom Beziehungschaos verfolgt, doch nun scheint sich das Blatt zu wenden: Er verliebt sich in Lena, die Tochter der Eigentümer des Verlagshauses, in dem Paul als Personalchef arbeitet. Lenas Mutter ist allerdings nur wenig von ihm angetan, da er ihr nicht standesgemäß erscheint. Lieber würde sie Lena wieder mit dem wohlhabenden Hedgefonds-Manager Patrick Arterberry zusammenbringen. Paul will bei einem Besuch des luxuriösen Familienanwesens auf Mallorca beweisen, dass er der Richtige ist. Als Lena erfährt, dass sie in der 12. Woche schwanger ist, wobei nicht Paul, sondern Patrick der werdende Vater ist, kommt es zum Zusammentreffen von Patrick und Paul. Patrick sabotiert Paul und bringt ihn bei Lena und ihrer Familie in Misskredit. Unterstützung erhält Paul dabei von seinen drei besten Freunden Schamski, Günther und Bronko.

## Realisation
Drehbuchautor und Regisseur Marc Rothemund schied im Streit aus der Produktion. Schnitt und Postproduktion wurden von den Produzenten Alexander und Stefan Thies vollendet, weshalb Rothemund seinen Namen zurückzog und als Regisseur das in solchen Fällen übliche Pseudonym Thomas Lee genannt wird.

## Kritik
Der Filmdienst bezeichnete den Film als „oberflächlich-banale Komödie“, die „in eine unwirkliche Traumwelt“ entführe und dabei „ungeniert auf Versatzstücke des Boulevardtheaters“ zurückgreife, „ohne der Liebesgeschichte überzeugende Akzente zu verleihen“. Vor allem „der gefällige Pop-Soundtrack und die Verwendung vorurteilsbelasteter Stereotype“ seien „ärgerlich“.